# Остермейер, Мишлин
Мишлин Остермейер (фр. Micheline Ostermeyer; 23 декабря 1922[…], Ран-дю-Флье — 17 октября 2001[…], Буа-Гийом) — французская легкоатлетка, двукратная олимпийская чемпионка, пианистка.

## Биография
Остермейер родилась 23 декабря 1922 года в Берке, на севере Франции. В 14 лет она поступила в Парижскую консерваторию. С началом Второй мировой войны Остермейер вернулась к семье в Тунис. Там она начала заниматься легкой атлетикой, выступала на местных и международных соревнованиях. После войны Мишлин вернулась в консерваторию, совмещала занятия музыкой с занятиями спортом. Обычный её распорядок состоял из пяти-шести часов днём за пианино и пяти-шести часов вечером на стадионе. На чемпионате Европы 1946 года в Осло она стала серебряным призёром в толкании ядра. За три месяца до начала летних Олимпийских игр 1948 года в Лондоне Остермейер с высокими оценками окончила консерваторию.

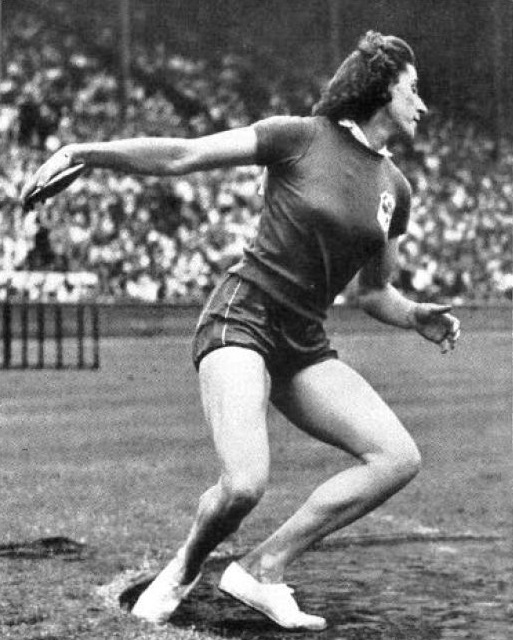
Остермейер метает диск на летних Олимпийских играх 1948 года

На Олимпийских играх 1948 года Остермейер выступала сразу в трёх дисциплинах. Следует отметить, что конкуренция в толкании ядра и метании диска была невысокой из-за отсутствия спортсменок из СССР и ГДР. Мишлин выиграла золотые медали в обеих дисциплинах, показав результаты 13,75 метра (ядро) и 41,92 метра (диск). В прыжках в высоту она завоевала бронзовую медаль.
На национальном уровне Остермейер побеждала в шести различных дисциплинах, в том числе в многоборье (1945, 1946, 1947, 1948, 1950 и 1951). На чемпионате Европы 1950 года в Брюсселе она стала бронзовым призёром в соревнованиях по толканию ядра и в беге на 80 метров с барьерами. В начале 1950-х годов Мишлин приняла решение завершить выступления. Во-первых, она не выдерживала конкуренции с советскими спортсменками на международных соревнованиях, во-вторых, её стали мучить боли в спине.
После ухода из спорта Остермейер всецело посвятила себя музыке. Она 15 лет гастролировала по Европе, Северной Африке и Ближнему Востоку. В начале 1980-х годов занялась педагогической деятельностью. Окончательно на пенсию Остермейер вышла в 1990-х годах, изредка давала концерты и посещала мероприятия по чествованию выдающихся французских спортсменов.
Мишлин Остермейер умерла после продолжительной болезни 17 октября 2001 года в Руане.